# Scania OmniCity

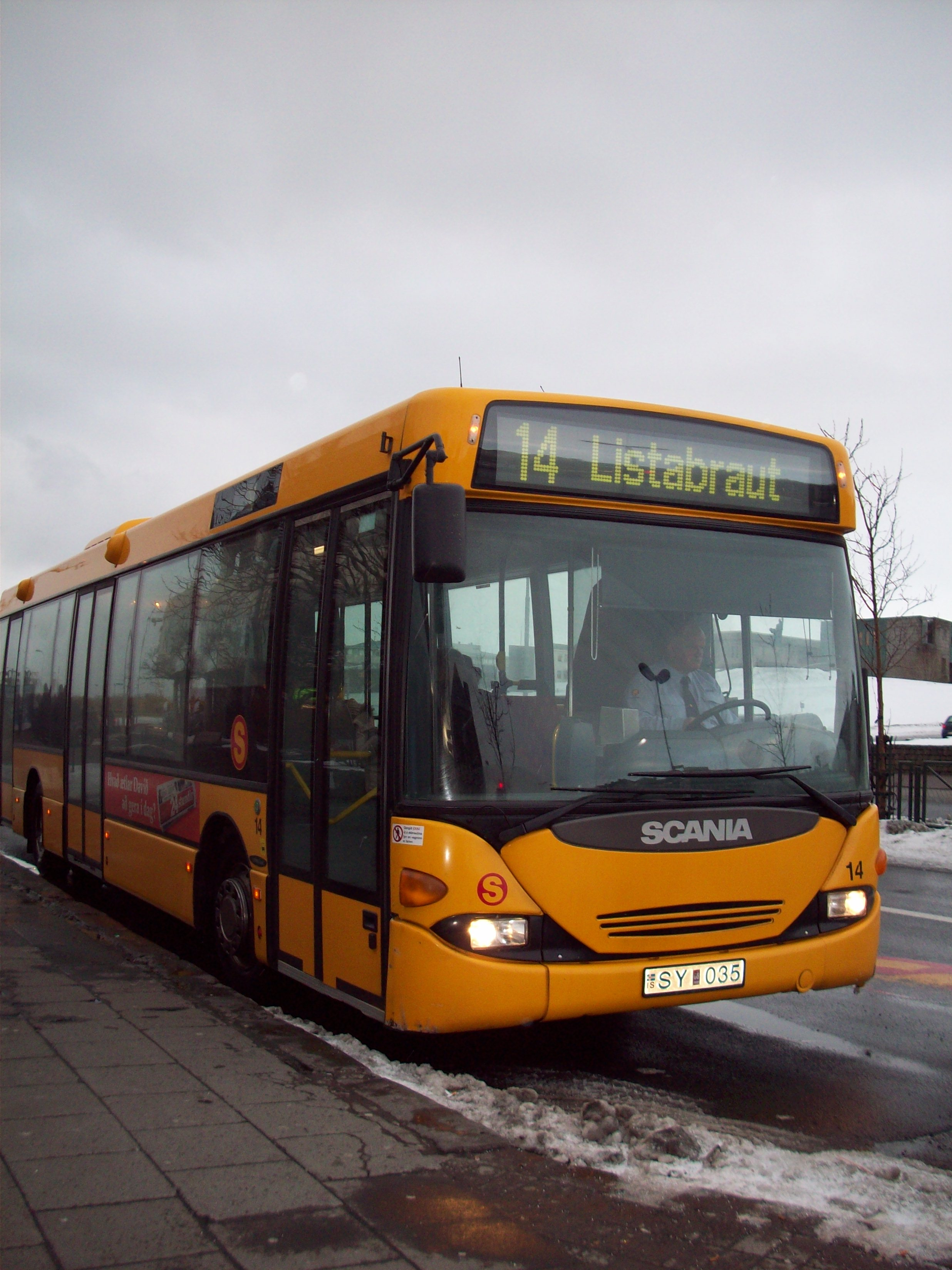
Scania OmniCity standaard in dienst bij Strætó bs in Reykjavik

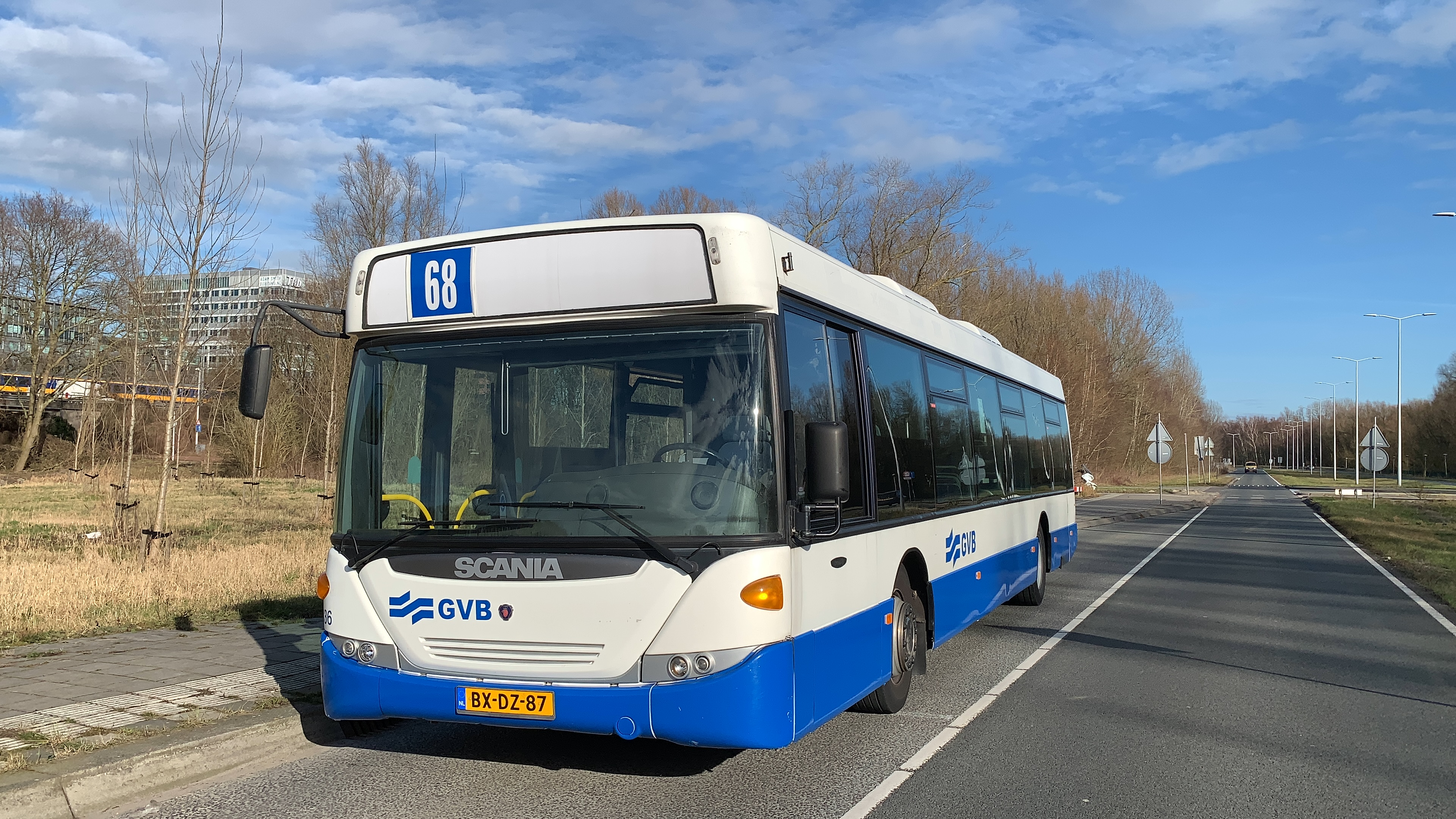
Scania OmniCity standaard

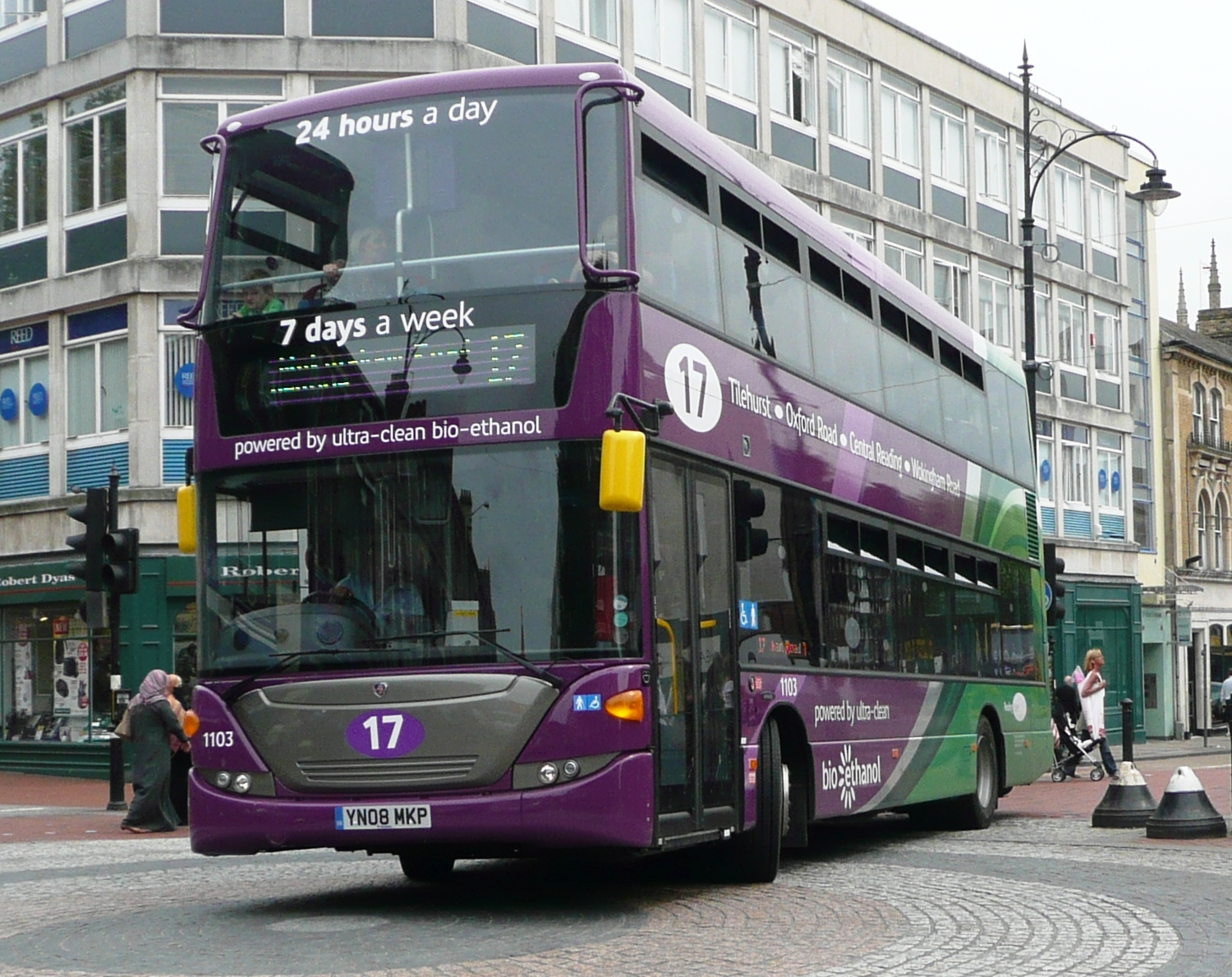
Scania OmniCity dubbeldeks

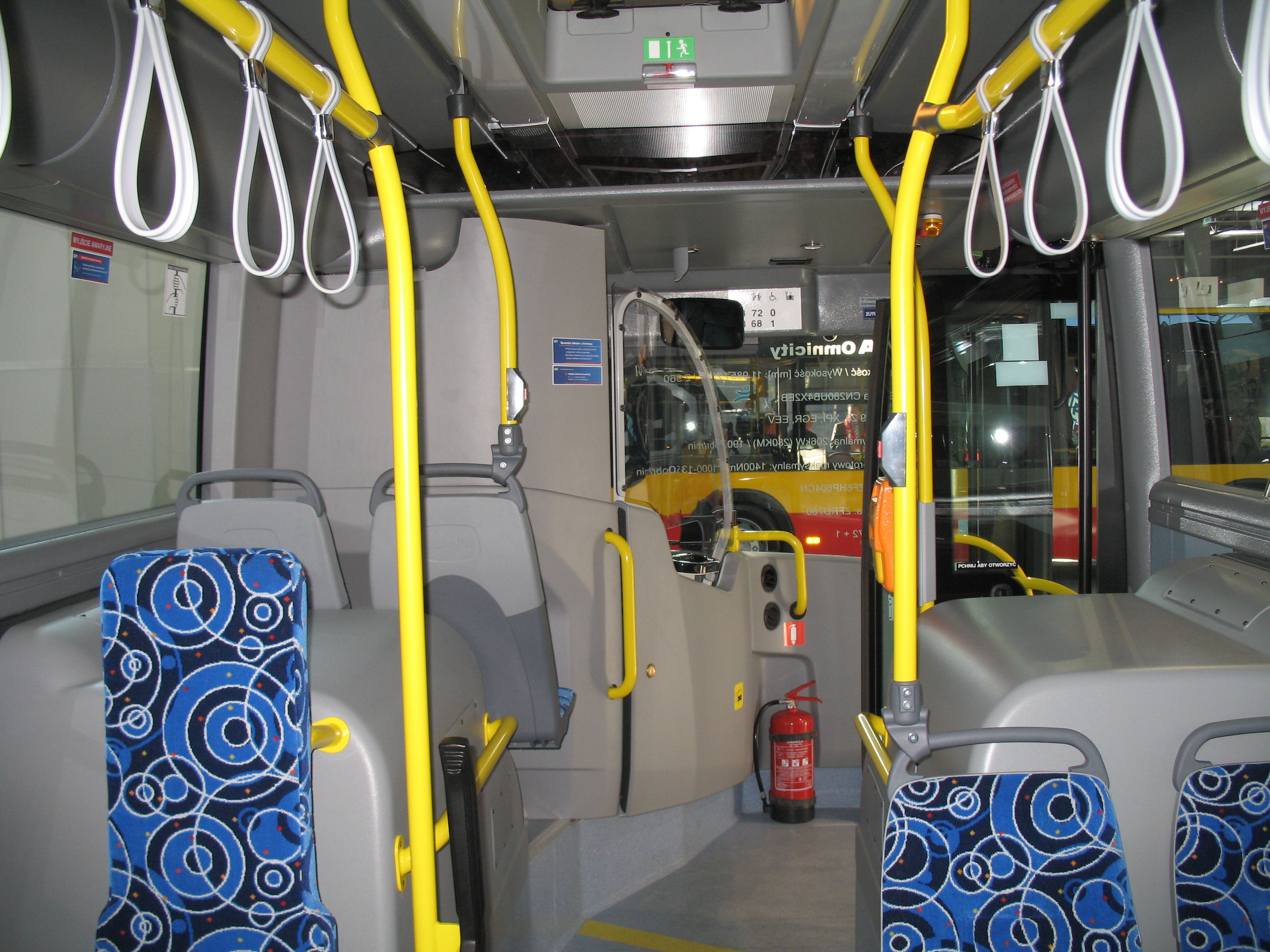
Interieur naar voren

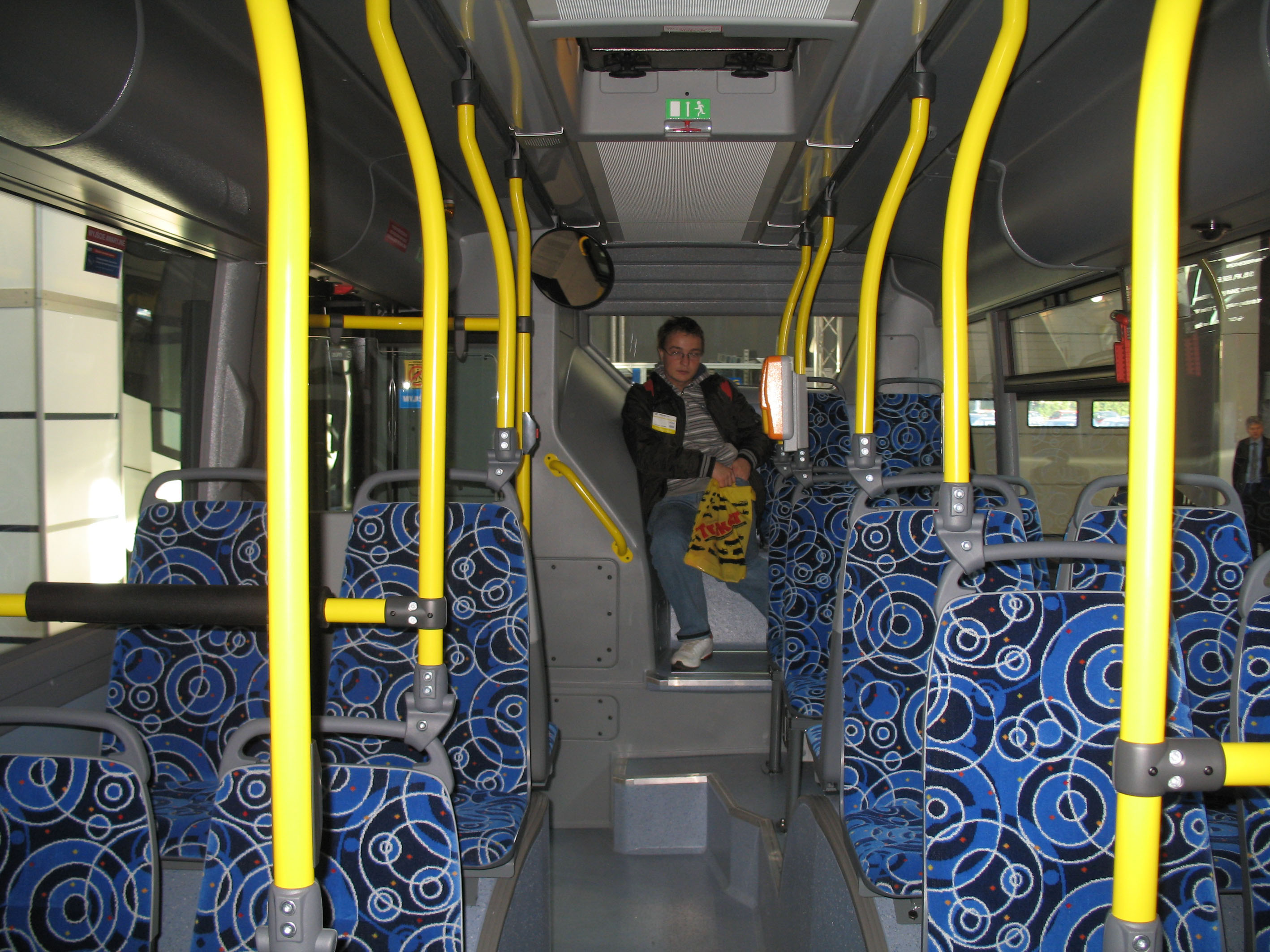
Interieur naar achteren

De Scania OmniCity is de standaard lagevloer-stadsbus van het Zweedse bedrijf Scania. De bus is verkrijgbaar als 11- en 12 meter bus, 18 meter gelede bus en dubbeldeksbus. De OmniCity heeft als broertjes de OmniLink (streekbus), de OmniLine (touringcar) en de OmniExpress (interstedelijk).

## Inzet
Dit model wordt in Nederland ingezet bij Jan de Wit Group voor het GVB en op Vliegbasis Eindhoven als terminalbus. In België wordt de bus ingezet bij TEC voor op de stadsdienst van Namen. Daarnaast worden er enkele exemplaren ingezet in onder andere Frankrijk, Verenigd Koninkrijk en Zweden.
Connexxion heeft ook twee van deze bussen op proef gehad, namelijk wagenparknummers 2350 en 2351, welke reden vanuit Amersfoort. Deze bussen waren oorspronkelijk bedoeld voor Midnet en reden ook rond in hun huisstijl. De bussen bleven tot zeker 2003 in dienst bij Connexxion.
| Bedrijf                                      | Aantal | Type            | Series        | Inzet                                   | Opmerking                                                                                                   |
| België                                       | België | België          | België        | België                                  | België |
| -------------------------------------------- | ------ | --------------- | ------------- | --------------------------------------- | --- |
| TEC                                          | 3      | 12m bio-ethanol | 4.950 - 4.952 | Namen                                   | |
| Estland                                      |        |                 |               |                                         | |
| TLT Tallinn                                  | ?      | 12m diesel      | ?             | Stadsvervoer Tallinn                    | |
| City of Tartu                                | 28     | 12m diesel      | ?             | Stadsvervoer Tartu                      | Waarvan 5 rijdend op gas                                                                                    |
| Frankrijk                                    |        |                 |               |                                         | |
| Ametis                                       | 32     | 12m diesel      | ??            | Amiens                                  | |
| Cotra                                        | 63     | 12m diesel      | 401 - 463     | Calais                                  | |
| Cotra                                        | 26     | 18m diesel      | ??            | Calais                                  | |
| RATP                                         | 221    | 12m diesel      | 9301-9521     | RATP-busnetwerk (Parijs, Île-de-France) | |
| RATP                                         | 11     | 18m diesel      | 1681-1691     | RATP-busnetwerk (Parijs, Île-de-France) | Speciale bussen voor op de pendellijn van en naar luchthaven Orly. De bussen zijn voorzien van bagagerekken |
| IJsland                                      |        |                 |               |                                         | |
| Strætó bs                                    | 72     | 12m diesel      | 001-072       | Stads- en streekvervoer Reykjavik       | |
| Luxemburg                                    |        |                 |               |                                         | |
| AVL                                          | 30     | 12m diesel      | 183-212       | Stadsdienst Luxemburg                   | |
| Nederland                                    |        |                 |               |                                         | |
| Connexxion                                   | 2      | 12m diesel      | 2350-2351     | Amersfoort                              | Afgevoerd ex Midnet                                                                                         |
| Jan de Wit Group                             | 3      | 12m diesel      | 334 - 336     | Lijnen 68 en 267 te Amsterdam           | Verkocht aan Vanderwou                                                                                      |
| Thijssen Tours                               | 1      | 12m diesel      | TXY 883       | Lijn 61 Vaals - Gulpen                  | Reed versterkingsritten voor Hermes Afgevoerd                                                               |
| Van der Wou                                  | 2      | 12m diesel      | 815-816       | Feestvervoer                            | Ex Jan de Wit                                                                                               |
| Van der Wou                                  | 1      | 12m diesel      | 818           | Feestvervoer                            | Ex Jan de Wit                                                                                               |
| Vliegbasis Eindhoven                         | 1      | 12m diesel      | LM-26-54      | Terminalbus                             | |
| Spanje                                       |        |                 |               |                                         | |
| Empresa Municipal de Transportes de Valencia | 81     | 12m diesel      | 70??          | Valencia                                | |
| Verenigd Koninkrijk                          |        |                 |               |                                         | |
| Anglian bus                                  | 4      | Dubbeldekker    | ??            | Beccles                                 | |
| Arriva North West                            | 3      | 12m diesel      | 2061-??       | Bolton                                  | |
| Bluestar                                     | 7      | Dubbeldekker    | 1125-??       | ??                                      | |
| Bluestar                                     | 9      | Dubbeldekker    | 1301-1309     | ??                                      | |
| Bluestar                                     | 10     | 12m diesel      | 2001 - 2010   | ??                                      | |
| Brighton & Hove                              | 31     | Dubbeldekker    | ??            | Sussex                                  | |
| Ipswich Buses                                | 6      | 12m diesel      | 70 - 75       | Ipswich                                 | |
| Minerva Accord                               | 1      | 12m diesel      | 37            | Southampton                             | |
| Nottingham City Transport                    | 15     | 12m diesel      | 208-222       | Nottingham                              | |
| Nottingham City Transport                    | 15     | 12m diesel      | 499-513       | Nottingham                              | |
| Nottingham City Transport                    | 3      | 12m diesel      | 516-518       | Nottingham                              | |
| Nottingham City Transport                    | 9      | 12m diesel      | 529-537       | Nottingham                              | |
| Nottingham City Transport                    | 1      | 12m diesel      | 700           | Nottingham                              | |
| Nottingham City Transport                    | 5      | 12m diesel      | 775-779       | Nottingham                              | |